# مخطمة سن الكلب
مخطمة سن الكلب (الاسم العلمي:†Rhynchonella cynodon) هي نوع منقرض من عضديات الأرجل تتبع جنس المخطمة من فصيلة المخطمات.